# Johnny Knoxville
Philip John Clapp (Knoxville, 11 de març de 1971), més conegut com a Johnny Knoxville, és un actor còmic i doble estatunidenc. Ha destacat en un nombre de pel·lícules, però és ben conegut com el cocreador i l'estrella principal de Jackass.

## Carrera
Després de graduar-se de l'escola South Young School el 1989, es va traslladar a Califòrnia per a convertir-se en actor al principi apareixent en comercials i com extra. No obtenint l'oportunitat que esperava, comença a escriure articles per a diverses revistes.
També va anar a l'American Academy of Dramatic Arts amb una beca, però deixant-la a les 2 setmanes.
La seva idea de provar equips d'autodefensa en si mateix va ser escollida per Jeff Tremaine director de la revista de skateboarding Big Brother, les acrobàcies van ser filmades i incloses en el vídeo Big Brother Number Two. Posteriorment les bajanades de Knoxville es van convertir en una cosa important en Big Brother, l'elenc del qual incloïa a Chris Pontius, Steve-o i a Dave England.
En 2004 va protagonitzar al costat de Tracey Ullman la sàtira sexual Els sexeaddictes, una comèdia irreverent del director underground John Waters, en la qual també van participar Chris Isaak i Selma Blair, convertit en una mena de messies de les llibertats sexuals.

## Filmografia
- Desert Blues (1995): Bob
- Coyote Ugly (2000): Xic d'Universitat (sense crèdits)
- Life Without Dick (2001): Dick Rasmusson
- Don't Try This At Home: The Steve-O Video (2001): Ell mateix
- Big Trouble (2002): Eddie Leadbetter
- Deuces Wild (2002): Vinnie Fish
- Men in Black II (2002): Scrad/Charlie
- Jackass: The Movie (2002): Himself/Irving Zisman
- Grand Theft Parsons (2003): Phil Kaufman
- Con la frente en alto (2004): Ray Templeton
- Els sexeaddictes (2004): Ray Ray Perkins
- Lords of Dogtown (2005): Topper Burks
- Dos sonats i molts revolts (The Dukes of Hazzard) (2005): Luke Duke
- The Devils Rejects (2005)- Policia (sense crèdits)
- Daltry Calhoun (2005): Daltry Calhoun
- El farsant (The Ringer) (2005): Steve Barker (Jeffy Dahmor)
- Jackass: Number Two (2006): Ell mateix/Irving Zisman
- Jackass 2.5 (2007): Ell mateix
- Jackass 3D (2010): Ell mateix